# Chingkankousaurus
Chingkankousaurus (лат.) — сомнительный род динозавров-теропод. Типовой и единственный вид — Chingkankousaurus fragilis. C. fragilis известен только по одному окаменелому фрагменту кости (образец IVPP V836), обнаруженному в отложениях позднего мелового периода геологической серии Wangshi в провинции Шаньдун на востоке Китая.

## Описание
Chingkankousaurus был описан Яном Чжунцзянем в 1958 году по единственной «лопатке», которая, по его словам, «схожа с лопаткой аллозавра, но меньше по размеру». Было высказано предположение, что лопатка была фрагментом ребра или гастралии, но в исследовании 2013 года это было сочтено маловероятным. Molnar et al. в работе 1990 года предположили, что лопатка могла принадлежать тираннозавриду. Chure в 2001 году отнёс род к целурозоврам, а более поздние исследования подтвердили первоначальную идентификацию как принадлежавшей Tyrannosauroidea; в отдельных работах утверждается, что род — синоним тарбозавра. В настоящее время таксон считается nomen dubium.